# Ingestre Hall
Ingestre Hall est un manoir jacobéen de grade II* du XVIIe siècle situé à Ingestre, près de Stafford, dans le Staffordshire, en Angleterre. Anciennement le siège des comtes Talbot puis des comtes de Shrewsbury, le manoir appartient maintenant au Sandwell Metropolitan Borough Council et est utilisé comme centre résidentiel d'art et de conférence.

## Histoire
Ingestre est mentionné dans le Domesday Book. Sous le règne d'Henri II, le manoir appartient à la famille de Mutton. Sous le règne d'Édouard III, la maison passe à la famille Chetwynd, par le mariage de l'héritière Isabel de Mutton et de Sir John Chetwynd. Leurs descendants sont élevés à la pairie en 1733 en tant que baron Talbot et plus tard dans le siècle en tant que comte Talbot .
L'imposant manoir est construit en briques rouges, sur le site d'un ancien manoir, en 1613 pour Sir Walter Chetwynd (High Sheriff of Staffordshire en 1607). Un plus tard, Walter Chetwynd, son petit-fils, est créé vicomte Chetwynd en 1717. La fille et héritière du 2e vicomte épouse l'hon. John Talbot en 1748 et leur fils John Chetwynd-Talbot (qui est plus tard le 3e baron Talbot, et à partir de 1784 vicomte Ingestre et comte Talbot) héritent du domaine Ingestre .
La maison est rénovée au début du XIXe siècle par l'architecte John Nash pour le 2e comte, Charles Chetwynd-Talbot. En 1856, le 3e comte et 3e vicomte Ingestre, Henry John Chetwynd-Talbot, succède à un cousin éloigné pour devenir le 18e comte de Shrewsbury. Le manoir est gravement endommagé par un incendie et en grande partie reconstruit en 1882.
En 1895, Charles Chetwynd-Talbot (20e comte de Shrewsbury) fonde le Staffordshire Polo Club à Ingestre Hall .
Le domaine Ingestre de 1 100 acres ( Unité «  » inconnue du modèle {{Conversion}}.) est démantelé en 1960 lorsqu'il est vendu par le 21e comte. Le West Bromwich Borough Council (qui devient plus tard une partie de Sandwell MBC) achète le manoir et 27 acres ( Unité «  » inconnue du modèle {{Conversion}}.), et depuis exploite un centre résidentiel des arts sur le site, la vente de 1961 stipulant que le manoir "doit être utilisée à des fins de promotion des arts et de l'éducation".